# 保罗·曼特伽扎

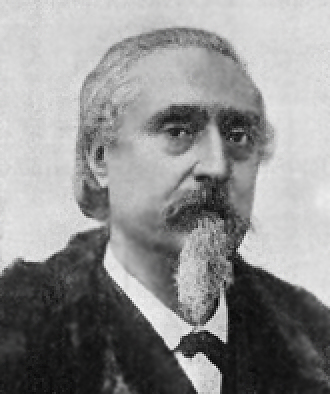
保罗·曼特伽扎

保罗·曼特伽扎（義大利語：Paolo Mantegazza，1831年10月31日—1910年8月28日）意大利病理学家、生理学家、人类学家，医生和作家。

## 生平
曼特伽扎出生于蒙扎。在比萨大学和米兰大学度过学生时代后，于1854年在帕维亚大学获得医学博士学位。在欧洲、印度和美洲旅行后，他曾于阿根廷和巴拉圭开业行医。1858年他回到意大利，被任命为米兰医院的外科医生和帕维亚大学的普通病理学教授。1870年他被任命为佛罗伦萨高等研究院的人类学教授。在这里，他创立了意大利第一家人类学和民族学博物馆，后来又成立了意大利人类学学会。1865年他被选入意大利国会，后来还成为了参议员。
在意大利大众和官方科学文化仍然受到罗马天主教会影响的时期，曼特伽扎是一位坚定的自由主义者，并在人类学中捍卫达尔文主义的思想，由于他练习活体解剖的程度，他成为猛烈攻击的对象。从1868年到1875年，他也与查尔斯·达尔文保持着通信。但必须从种族或社会达尔文主义的角度考虑曼特加扎的自然历史，这在他的“人类形态树”中很明显。人类历史被想象为进步的，欧洲人类是进步和发展的顶峰；然后将不同种族的等级排列到等级结构上。
曼泰伽扎还认为药物和某些食物会在未来改变人类，并为可卡因的实验研究和使用进行辩护。他在南美洲曾目睹当地人使用古柯的情况，并能够咀嚼一定量的古柯叶。在1859年他对自己进行了测试，他写了一篇题为《关于古柯的卫生和药用特性以及一般的神经营养》的论文，注意到了古柯叶中可卡因对认知的强大刺激作用：

## 著作
- 《爱的生理学》
- 《欢悦生理学》
- 《女性生理学》
- 《马德拉一日》
- 《无名的上帝》
- 科幻小说《公元3000年》[2]
- 小说《智的教育》（直译为《脑》），为对应德·亚米契斯的小说《爱的教育》（直译为心）所作。讲述恩利科由于不分昼夜地拼命学习，用功过度，累坏了身体，到舅爷居住的海滨小镇生活、疗养的故事。主张“心”和“脑”并用，和谐相处。